# Karol Lipiński
Karol Lipiński (polonès: Karol Józef Lipiński)  (Radzyń Podlaski, 30 d'octubre de 1790 - Virliv, 16 de desembre de 1861), conegut també amb la forma germanitzada del seu nom, Karl Lipinski, fou un violinista i compositor polonès.
Com els seus germans Feliks II i el desconegut Anton, estudià la música amb el seu pare, (Feliks I 1765-1847), i a l'edat de vint-i-dos anys fou nomenat director d'orquestra del teatre de Lviv, càrrec que només desenvolupà dos anys per a poder-se dedicar amb és llibertat a donar concerts. De 1817 a 1839 viatjà per Europa, i tingué l'honor que se'l comparés amb Paganini, sent anomenat el 1839 director de la capella reial de Saxònia.
Es distingí per la seguretat de la seva execució i la potència del seu so, i deixà nombroses composicions per a violí, entre les que mereix menció espacial el Concerto militare, d'una dificultat d'execució extraordinària.
És també molt interessant una col·lecció de 169 cants populars de la Galitzia, amb acompanyament de piano, Piesni polskie i ruskie ludu Galicyiskiego i muskya instramento ivana (Lamberg, 1834), amb notes de Zaleski.